# Самсон Катерина Юріївна
Катерина Юріївна Самсон (нар. 5 липня 1988, Суми, СРСР) — українська футболістка, що виступає на позиції воротаря у складі жіночої збірної України та в клубі «Ворскла».  

## Клубна кар'єра
Катерина виросла в сім'ї спортсменів. Батько - кандидат в майстри спорту у спринті, а мати займалася спортивною ходьбою.
Дівчина почала грати в футбол у вісім років та у футбольних змаганнях представляла свою школу №39 міста Суми. Перший тренер Микола Павлович Абрамов запропонував Катерині займатися футболом разом з юнаками, паралельно дівчинка грала у футзал за команду з області «Зоря» (Хотінь). Після того як створили професійну жіночу команду з футболу «Спартак» (Суми), Катерині на той час було  15 років і вона вже могла брати участь у дорослих змаганнях, тому підписала свій перший професійний контракт. Спочатку Самсон виступала як нападник, але з часом зайняла місце у воротах. У 2004 році Катерина Самсон будучі основним воротарем «Спартака» здобула бронзові медалі чемпіонату України. 
У 2005 році Самсон перейшла до іншого «Спартака», з міста Івано-Фраківськ, проте який з наступного року став називатися «Нафтохіміком» та перебазувався до міста Калуш. Разом із командою Самсон стала двічі бронзовим призером чемпіонату України, а у 2007 році вперше стала чемпіонкою країни.
У 2008 році Катерина Самсон перейшла до чернігівської «Легенди». У складі команди дебютувала у Лізі чемпіонів. Загалом разом із «Легендою» воротарка двічі вигравала український чемпіонат та двічі ставала його срібним призером, а також один раз ставала переможцем Кубка України та тричі його фіналісткою.
З 2012 по 2018 рік Катерина Самсон виступала у складі російських команд.
На початку 2019 року повернулась до України та долучилась до харківської команди «Житлобуд-2», у складі якої одразу ж виграла золоті медалі українського чемпіонату та національний кубок. 
Через російську агресію на початку 2022-го року Самсон переїхала до Угорщини, де тренувалась разом з командою «Дьєр», але вже у другій половині року знову повернулась до України, а її команда «Житлобуд-2» стала називатись ЖФК «Ворскла» та почала представляти місто Полтава. У складі «Ворскли»  Катерина Самсон ще двічі виграла внутрішній чемпіонат та кубок країни.

## Кар'єра в збірній
У 2009 році головний тренер Анатолій Куцев викликав Самсон до лав жіночої збірної України для виступів у груповому етапі Євро-2009. Молода Катерина на тому турнірі стала третьою резервною воратаркою команди після Надії Баранової та Ірини Зварич.
25 жовтня 2024 року у матчі проти збірної Туреччини Катерина Самсон провела свій ювілейний 50-й матч у складі національної збірної. 

## Досягнення
Чемпіонат України:
 Чемпіон (6): 2007, 2009, 2010, 2020, 2023, 2024
Кубок України:
 Володар (5): 2009, 2020, 2021, 2022, 2023
Чемпіонат Росії:
 Чемпіон (1): 2014
Кубок Росії:
 Володар (2): 2012, 2013